# Beautiful Stranger
Beautiful Stranger är en låt framförd av den amerikanska popartisten Madonna, utgiven på soundtracket till filmen Austin Powers: The Spy Who Shagged Me 1999. Den skrevs och producerades av Madonna och engelske William Orbit, som tidigare hade ansvarat för Madonnas album Ray of Light. Låten vann pris vid 2000 års Grammy Awards i kategorin Best Song Written for Visual Media.
Videon till låten regisserades av Brett Ratner.

## Låtlista
1. "Beautiful Stranger" (LP-version) – 4:22
2. "Beautiful Stranger" (Calderone Radio Mix) – 4:00

## Listplaceringar
| Lista (1999)                | Högsta position |
| --------------------------- | --------------- |
| Sverige (Sverigetopplistan) | 15              |
| USA (Billboard Hot 100)     | 19              |